# Román Matito
Román Matito Domínguez (Huelva, 2 febbraio 1927 – Valladolid, 16 maggio 2006) è stato un calciatore spagnolo, di ruolo difensore.

## Carriera

### Club
Iniziò la carriera nell'Atlético Tetuán, club che militava nella Segunda División spagnola, durante il periodo del Protettorato spagnolo del Marocco. Nel 1951 l'Atlético Tetuán vinse il campionato di Segunda División, ottenendo una storica promozione nella Liga.
Matito si trasferì, proprio alla fine di quella annata, al Real Valladolid, dove diventò un giocatore importante del club, disputandovi undici stagioni. Egli componeva una solida difesa nel Real Valladolid, insieme ai fratelli Paco e Rafael Lesmes e al portiere José Luis Saso. Questo reparto difensivo passò alla storia con il soprannome di El Muro del Pisuerga, facendo riferimento al fiume che attraversa la città di Valladolid.
Nel 1955 collezionò la sua prima e unica presenza in nazionale, contro l'Inghilterra.
Nel 1962 lasciò il Real Valladolid e chiuse la carriera nel 1963, con l'Atlético Baleares.

## Palmarès

### Club

#### Competizioni nazionali
- Segunda División spagnola: 2

Atlético Tetuán: 1945-1946
Real Valladolid:1958-1959